# Harpalus mobilis
Harpalus mobilis är en skalbaggsart som beskrevs av Thomas Casey. Harpalus mobilis ingår i släktet Harpalus och familjen jordlöpare. Inga underarter finns listade i Catalogue of Life.